# Клинкхаммер, Роб
Роб Клинкхаммер (англ. Rob Klinkhammer; род. 12 августа 1986, Летбридж, Альберта, Канада) — бывший канадский хоккеист, левый крайний нападающий. Обладатель Кубка Гагарина сезона 2017/18 в составе «Ак Барса».

## Карьера
Спортивная карьера Роба Клинкхаммера начиналась в любительских местных городских командах из минорных канадских первенств, а уже в сезоне 2007/08 он попробовал свои силы как профессонал в Американской хоккейной лиге (АХЛ). Там его первой командой стал «Норфолк Эдмиралс» — фарм-клуб НХЛовского «Анахайма». Всего за тот сезон Клинкхаммер провел 66 матчей и набрал в них 24 (12+12) результативных балла.
Следующие два года нападающий провел под знаменами «Рокфорда АйсХогс», причем настолько успешно, что к началу сезона 2010/11 заработал долгожданное «повышение» в Национальную хоккейную лигу.
Впрочем, закрепиться в «Чикаго» Клинкхаммеру не удалось, и после единственного «холостого» матча в составе «ястребов» на оставшуюся часть года Роб возвратился в «Рокфорд Айсхогс». К слову, вернулась и результативность: форвард положил в копилку 46 (17+29) очков в 76 играх регулярного сезона.
Вторая попытка закрепиться в НХЛ состоялась через год — на этот раз в составе «Оттавы Сенаторз». Результат получился чуть лучше: в 15 матчах Клинкхаммер отметился двумя голевыми передачами на партнёров. Вскоре, впрочем, его снова «отозвали» в АХЛ в фарм-клуб «Бингхэмтон Сенаторс».
Следующие несколько сезонов в исполнении канадца прошли под эгидой «Финикс Койотис». Наиболее успешным стал для него первый полноценный сезон в НХЛ 2013/14 — тогда в 72 встречах в регулярном чемпионате Клинкхаммер заработал 20 (11+9) баллов.
Сезон 2014/15 нападающий также провел в НХЛ, однако на протяжении года сменил сразу несколько клубов — после недолгих побывок в «Аризоне Койотис» и «Питтсбурге Пингвинз» он немного задержался в «Эдмонтоне Ойлерз», где в 40 встречах заработал 3 (1+2) балла.
Сезон 2015/16 Клинкхаммер также провел в системе «Эдмонтона», сыграв за основную команду «нефтяников» 14 матчей (1 (1+0) баллов) и 27 — за фарм «Бейкерсфилд Кондорс» (27 (14+10) баллов).
После 6 сезонов, проведённых в Национальной лиге, Роб Клинкхаммер в статусе свободного агента подписал 17 июня 2016 года контракт с белорусским клубом «Динамо» из Минска сроком на два года.
6 сентября 2017 года было объявлено о переходе Клинкхаммера в казанский «Ак Барс». Контракт был рассчитан на 2 года. В составе казанского клуба спортсмен стал обладателем Кубка Гагарина КХЛ сезона 2017/18.
Сезон 2019/20 Клинкхаммер провёл в омском «Авангарде».
25 июля 2020 года хоккеист вернулся в качестве свободного агента в белорусский клуб «Динамо-Минск», подписав с ним однолетний контракт. В сезоне 2020/21 Клинкхаммер стал капитаном клуба, забив 15 голов и набрав 26 очков в сумме в 31 игре, что помогло Минску попасть в плей-офф.
В сезоне 2021/22 вновь в качестве свободного агента Клинкхаммер решил сыграть свой седьмой сезон в КХЛ, согласившись 27 июля 2021 года на однолетний контракт с ХК «Динамо» (Москва).

### Сборная Канады
11 января 2018 года Клинкхаммер был вызван в сборную Канады на зимние Олимпийские игры в Пчёньхане, с которой завоевал бронзовую награду, отметившись двумя голевыми передачами в шести играх. Перед началом турнира спортсмен так описывал свои ожидания: «Моя мечта сбылась! Для меня огромная гордость и честь защищать цвета своей страны на Олимпиаде. Я безумно счастлив, что получу опыт выступления на Олимпиаде и не могу дождаться начала хоккейного турнира».

## Мнение Роба Клинкхаммера о хоккее и о своей роли в нём
"АХЛ перемалывает огромное количество хоккеистов, еще и эти постоянные поездки на автобусе. Ты видишь, как других вызывают в НХЛ и стараешься сохранять позитив. Ты постоянно думаешь: «Когда же мне дадут шанс?»— .

«Я просто стараюсь играть надежно, без чего-то фантастического. Наверное, мне не дотянуть до звезд НХЛ, но в АХЛ я был на хорошем счету и использовал полученные там навыки.»— .

«Я всегда был силовым игроком, много действую телом, всегда играю на пятачке. Такой стиль чреват обилием травм и повреждений. Поэтому рано или поздно, наступает момент, когда приходится относиться к своему телу более снисходительно. У меня было достаточно травм, и сейчас я отчетливо ощущаю каждую из них. Это очень печально, но это часть игры.

Молодым профессиональным игрокам я бы посоветовал наслаждаться каждым днем в хоккее, потому что карьера пролетит очень быстро. Сейчас мне 35, у меня трое детей и, как я уже говорил, все мое тело болит. Я отчетливо понимаю, что мне уже не так много игр осталось провести в своей карьере. Так что наслаждайтесь каждым днем, каждой игрой, каждым ужином с партнерами по команде, победами, тренировками — абсолютно всем. Потому что это не будет вечно. А совсем юным ребятам, которые еще только учатся быть хоккеистами, я бы сказал: работайте больше и никогда не сдавайтесь, потому что никто не знает, как все может обернуться. Я никогда не был выдающимся игроком, никто в моем родном городе не ожидал, что я смогу чего-то добиться в хоккее. Тем не менее, я поиграл в лучших лигах мира, я играл за сборную, я провел больше 800 игр на профессиональном уровне. И все это, потому что я работал.»
(интервью для клубной программки ХК"Динамо" Москва. Ноябрь 2020 г.)

## Личная жизнь
Клинкхаммер пропустил две игры в 2015 году, для того чтобы присутствовать при рождении своего сына Гуннара Нокс, вместе со своей женой Джессикой Клинкхаммер. В июне 2017 года родился сын Эксл.